# Phreatia bigibbula
Phreatia bigibbula är en orkidéart som beskrevs av Paul J. Kores. Phreatia bigibbula ingår i släktet Phreatia och familjen orkidéer.
Artens utbredningsområde är Fiji. Inga underarter finns listade i Catalogue of Life.